# Matt Drudge
Matthew Nathan Drudge, né le 27 octobre 1966, est un commentateur politique américain, le créateur et le rédacteur en chef du Drudge Report, un agrégateur de nouvelles américain. Drudge est également un auteur ; il a été animateur d'une émission de radio et d'une émission de télévision.

## Jeunesse et éducation
Matthew Drudge a été élevé à Takoma Park, dans le Maryland, près de Washington. Ses parents suivent le judaïsme réformé. Tous deux sont des démocrates qui ont travaillé pour le gouvernement fédéral, et il est leur seul enfant. Son père, Robert Drudge, un ancien travailleur social qui a fondé le site de référence refdesk.com et qui a été propriétaire de ce site jusqu'à sa vente en 2017, et sa mère, ancienne avocate du sénateur américain Ted Kennedy, a divorcé à l'âge de six ans. Drudge est allé vivre avec sa mère. Il avait peu d'amis et était un lecteur de nouvelles avide et un fan de talk-show radio. Dans son livre Drudge Manifesto, Drudge dit qu'il a « échoué à sa Bar Mitzvah », et qu'il a été diplômé en 1984 du lycée de Northwood, 341e sur 355, se donnant, selon ses propres termes, un "curriculum vitae plus qu'adéquat pour un poste au 7-Eleven".
Dans les années 1980, M. Drudge a travaillé comme télévendeur pour Time-Life Books.

## Le Drudge Report
En 1994, Matthew Drudge lance le Drudge Report, un agrégateur d'informations conservateur. D'abord diffusé sous forme de bulletins envoyés par e-mail, le Drudge Report passe en 1996 du courrier électronique au Web, et s'oriente davantage vers les potins politiques.
Le 17 janvier 1998, un article publié sur le Drudge Report révèle pour la première fois au public l'affaire Clinton-Lewinsky
En 2017, durant les primaires républicaines, le Drudge Report était le troisième site médiatique le plus visité, avec 1,2 milliard de pages vues.